# Jessika Muscat
Jessica Muscat, conosciuta semplicemente come Jessika (Musta, 27 febbraio 1989) è una cantautrice e attrice maltese.
Ha rappresentato San Marino all'Eurovision Song Contest 2018 con il brano Who We Are, in collaborazione con la cantante tedesca Jenifer Brening, non riuscendo a qualificarsi per la serata finale.

## Carriera
Jessika è stata scoperta dalla televisione maltese nel 2008 grazie al suo debutto con la canzone Tangled, la quale si è posizionata per alcune settimane nelle classifiche delle radio maltesi. Nel 2011 invece Jessika si è qualificata alla finale del concorso che seleziona il rappresentante maltese per l'Eurovision Song Contest con la canzone Down Down Down che ha scritto lei stessa ma che non le permise la vittoria. L'anno seguente due sue canzoni, Love is a Fire e Dance Romance, sono passate alle selezioni nazionale per rappresentare l'isola all'Eurovision Song Contest 2012, non riuscendo nuovamente a guadagnare il posto tanto ambito.
Nel 2018, Jessika è stata selezionata tra 1050 candidature alla selezione per il rappresentante sanmarinese all'Eurovision Song Contest in collaborazione con il sito web 1in360. Durante la selezione ha interpretato i brani Out of the Twilight e Who We Are. Quest'ultimo brano inizialmente prevedeva la collaborazione del rapper sanmarinese Irol, ma successivamente il brano fu affidato alla cantante tedesca Jenifer Brening. Nella serata finale del programma la cantante, insieme alla Brening, è stata proclamata vincitrice del programma con Who We Are, ottenendo il diritto di rappresentare il San Marino all'Eurovision Song Contest 2018, a Lisbona.
Il duo si è esibito nella seconda semifinale della manifestazione, mancando la qualificazione alla finale, classificandosi diciassettesimo con 28 punti.

## Discografia

### EP
- 2006 - The Red and Black Escape

### Singoli
- 2004 - Precious Time
- 2008 - Tangled
- 2009 - Smoke-screen
- 2009 - Hey You
- 2010 - Fake
- 2011 - Down Down Down
- 2012 - Love is a Fire
- 2012 - Dance Romance
- 2013 - Ultraviolet
- 2014 - Hypnotica
- 2015 - Fandango
- 2016 - The Flame
- 2017 - Edge of Tomorrow
- 2017 - Immortal
- 2017 - Let There Be Light
- 2018 - Who We Are (feat. Jenifer Brening)
- 2019 - No la conoces
- 2022 - Kaleidoscope
- 2023 - Unapologetic

## Filmografia
- Ħbieb u Għedewwa (2016 - in corso)